# Potenza Picena
Potenza Picena è un comune italiano di 15 408 abitanti della provincia di Macerata nelle Marche.
Fino al 1862 si chiamava Monte Santo (anche Montesanto). Nei suoi pressi scorre il fiume Potenza.

## Geografia fisica

### Territorio
Il territorio del comune di Potenza Picena si divide in quattro nuclei abitati: Potenza Picena, Porto Potenza Picena, Montecanepino e San Girio.
Potenza Picena, fino al 1862 Monte Santo, si presenta come un tipico paese medievale, arroccato su un colle e cinto da mura in parte consolidate da interventi piuttosto recenti. Il suo aspetto monumentale è caratterizzato dalla presenza delle chiese (un tempo il paese ne contava 27) e dai relativi campanili.
Porto Potenza Picena (o semplicemente Porto Potenza) è il nucleo abitato più grande del comune. È una stazione balneare con spiagge prevalenza sabbiose, inframezzate a brevissime zone di scogliera. Un tempo, nell'attuale territorio di Porto Potenza, sorgeva la città romana di Sacrata.
Il quartiere di Montecanepino sorge su un'altura, lungo la direttrice meridionale che da Porto Potenza conduce al capoluogo. Il nome deriva forse da "canepini", cordai, lavoranti la canapa, un tempo numerosi nella zona.
San Girio sorge sulla strada provinciale che collega il paese di Potenza Picena alla strada "Regina". È costituito da un piccolo numero di case sparse sorte nelle vicinanze del santuario dedicato a San Girio.

### Clima
Secondo la classificazione dei climi di Köppen, Potenza Picena appartiene alla fascia Csa, ossia al clima temperato delle medie latitudini.
Il clima di Potenza Picena presenta tanti elementi mediterranei quanto continentali. Infatti il territorio comunale si estende dal litorale fino alle colline dell'entroterra e fa sì che possano verificarsi scostamenti di temperatura tra le zone più interne e quelle a ridosso del mare. Generalmente il clima risulta essere abbastanza mite per gran parte dell'anno, con un breve periodo afoso in estate e brevi nevicate nel periodo invernale. Sia d'estate che d'inverno c'è un medio tasso di umidità.

### Idrografia
Il fiume Potenza, conosciuto ai tempi dei Romani come Flosis, attraversa la provincia di Macerata e da il nome alla zona attraversata nota come Valle del Potenza. Il fiume nasce nel comune di Fiuminata, più precisamente dal Monte Vermenone, e scorre nella sua vallata per circa 95 chilometri fino a sfociare nel mare Adriatico a Porto Recanati. I principali centri abitati attraversati dal fiume Potenza sono Potenza Picena, Castelraimondo, San Severino Marche, Montelupone, Recanati e Porto Recanati. Anticamente, quest'asse fluviale ha funto da percorso vitale per il commercio e la comunicazione. Persino il poeta Giacomo Leopardi potrebbe averne tessuto le lodi nella sua opera "La quiete dopo la tempesta".

## Origini del nome
L'attuale denominazione del Comune di Potenza Picena è relativamente recente e risale al 21 dicembre 1862, quando il Consiglio Comunale mutò il medievale nome di Monte Santo in Potenza Picena.
Di antichissima origine, nel 184 a.C. divenne colonia romana (Potentia). Distrutta nel V secolo e ricostruita su una collina vicina, ebbe nell'Alto Medioevo il nome di Monte o di Castel San Giovanni.
Rasa al suolo nel 1116 dall'imperatore Enrico V, fu ricostruita nel 1128 col nome di Montesanto;
nel 1862 ebbe il nome attuale di Potenza Picena.
Il termine "Potenza" stava chiaramente a ricordare l'antica e nobile città romana di Potentia, la cui rovina e il cui spopolamento diedero origine al borgo di Monte Santo, in un tratto di territorio più interno e più sicuro. L'aggiunta dell'aggettivo "Picena" è stata determinata non solo dalla necessità di distinzione dal capoluogo lucano, ma anche per ricordare che questo luogo era abitato dai Piceni già prima dell'avvento di Roma, come testimoniato dai numerosi ritrovamenti di resti archeologici e necropoli.
Ancora oggi è misteriosa l'origine di questo popolo, che secondo la leggenda sarebbe giunto in questa terra dalla Sabina inseguendo un picchio, da loro ritenuto animale sacro.
Circa l'antica città di Potentia, è interessante osservare che essa fu fondata nel 184 a.C. sotto il consolato di Publio Claudio Pulcro e Lucio Porcio Licino, quasi certamente tra la foce del fiume omonimo e l'abbazia di Santa Maria in Potentia, oggi in territorio di Porto Recanati.

## Storia
Potenza Picena prende il nome dall'antica Potentia, una fiorente colonia romana le cui prime informazioni risalgono al 184 a.C. e che venne distrutta nel IV secolo, durante la guerra greco-gotica. Alcuni superstiti avrebbero fondato, sul colle adiacente, il borgo di Monte Santo, attorno all'antica pieve di Santo Stefano, la quale sorgeva sul punto più alto (l'attuale piazza Matteotti). Il documento più antico che attesta l'esistenza della pieve e del nucleo abitato, entrambi feudi del vescovo di Fermo, risale al 947.

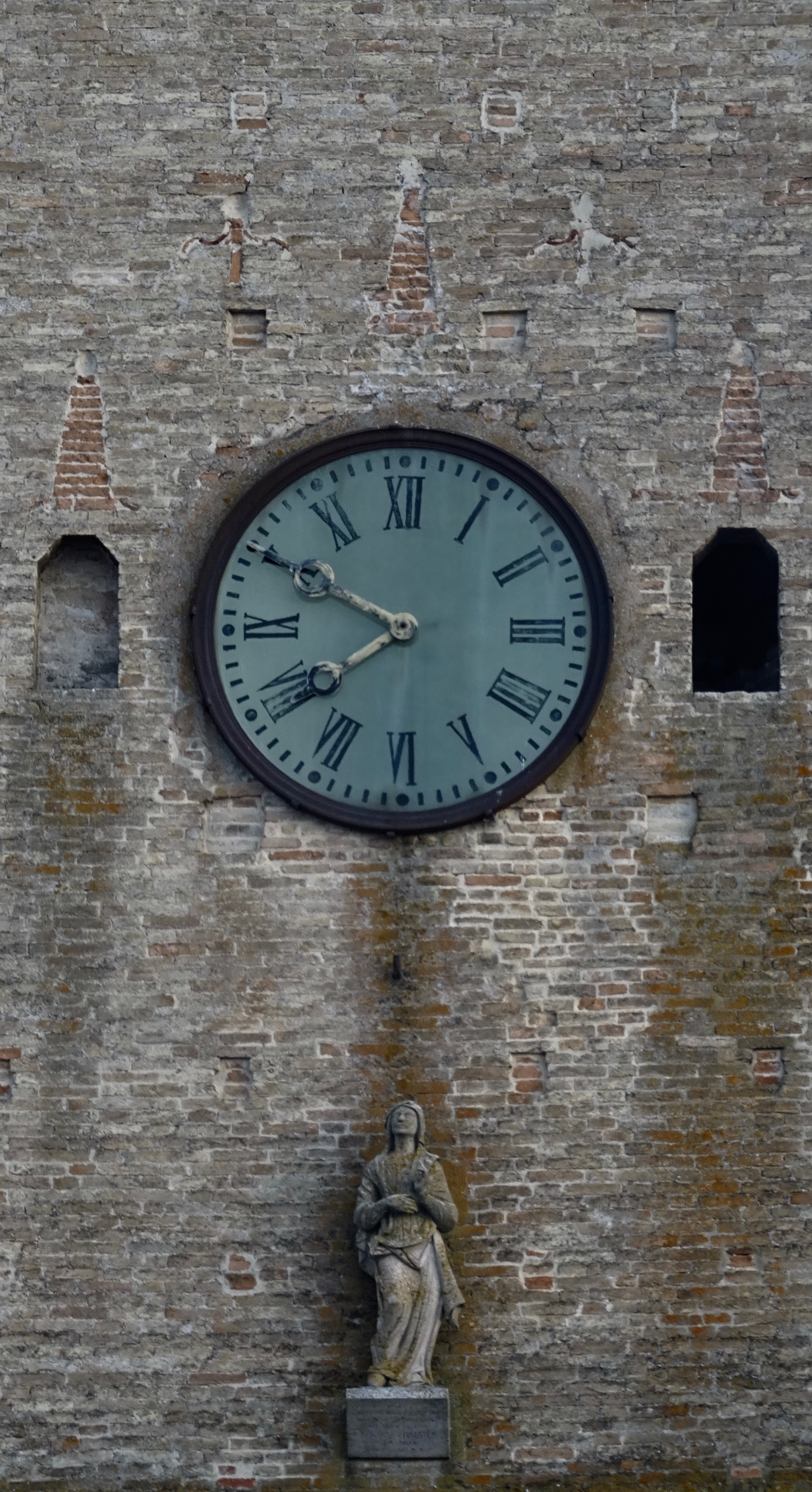
Dettaglio della facciata del teatro Bruno Mugellini.

Il passaggio da “ministero” della contea di Fermo (dominata dal vescovo) a Comune (inizialmente castrum) avvenne nel settembre del 1128, quando Liberto, presule fermano, rinunciando a riscuotere il fodro (diritto di casermaggio) e a presiedere il “placido” (tribunale), riconobbe di fatto l'autonomia di Monte Santo, che pertanto si svincola dalla soggezione feudale; nonostante questo, le questioni estere e l'alta giustizia rimarranno di pertinenza vescovile per oltre un secolo. Nel corso degli anni, Montesanto raggiungerà libertà sempre più ampie: nel 1252 papa Innocenzo IV concesse a Montesanto il diritto di eleggersi autonomamente il podestà, il quale aveva soprattutto competenza giudiziarie, mentre nel 1376 papa Gregorio XI accordò il cosiddetto "mero e misto imperio", ossia il più alto grado di giudizio, la pena capitale. In questi anni diverse guerre insanguinarono la regione (l'antica Marca, da cui l'attuale denominazione Marche), coinvolgendo direttamente Montesanto: risale al 1318 la devastazione del territorio comunale a opera dei ghibellini osimani guidati da Lippaccio e Andrea da Osimo. Nel 1407 i santesi, arroccati all'interno delle mura cittadine protette da baluardi, impedirono a Lodovico Migliorati, signore di Fermo, scortato dai suoi soldati, di entrare nella cittadina, attraverso il lancio non solo di insulti verbali, ma anche di frecce, giavellotti e pietre.
Lo sviluppo del centro abitato si dà intorno all'antica pieve di Santo Stefano, ubicata nel mezzo della piazza del Comune, che nel 1796 venne abbattuta allo scopo di ampliare la piazza; da quel momento in quest'area vennero organizzati spettacoli pubblici, giochi e gare sportive: lo spettacolo più popolare era la “giostra del bue”, detta anche “dello steccato”, quasi una sorta di corrida dai connotati un po' violenti, tanto che venne proibita durante la dominazione napoleonica.

### Simboli
Lo stemma del Comune di Potenza Picena si compone di una croce in campo rosso sovrapposta a cinque monti. Secondo la tradizione, mentre la croce significa Monte Santo, i monti rappresentano cinque distinte comunità minori che formarono il comune maggiore, ossia Gerola (o Girola), Terchio (noto come Tergi), Sacrata, che ricorda anche nel nome l'antica vicina città romana mai più risorta, Monte Coriolano (o Monte Grugliano) e Santara.
Il gonfalone è un drappo rosso su cui è raffigurato lo stemma cittadino, sotto al quale corre la scritta: "POTENTIA IN PICENO DE CIVITAS POTENTIAE".

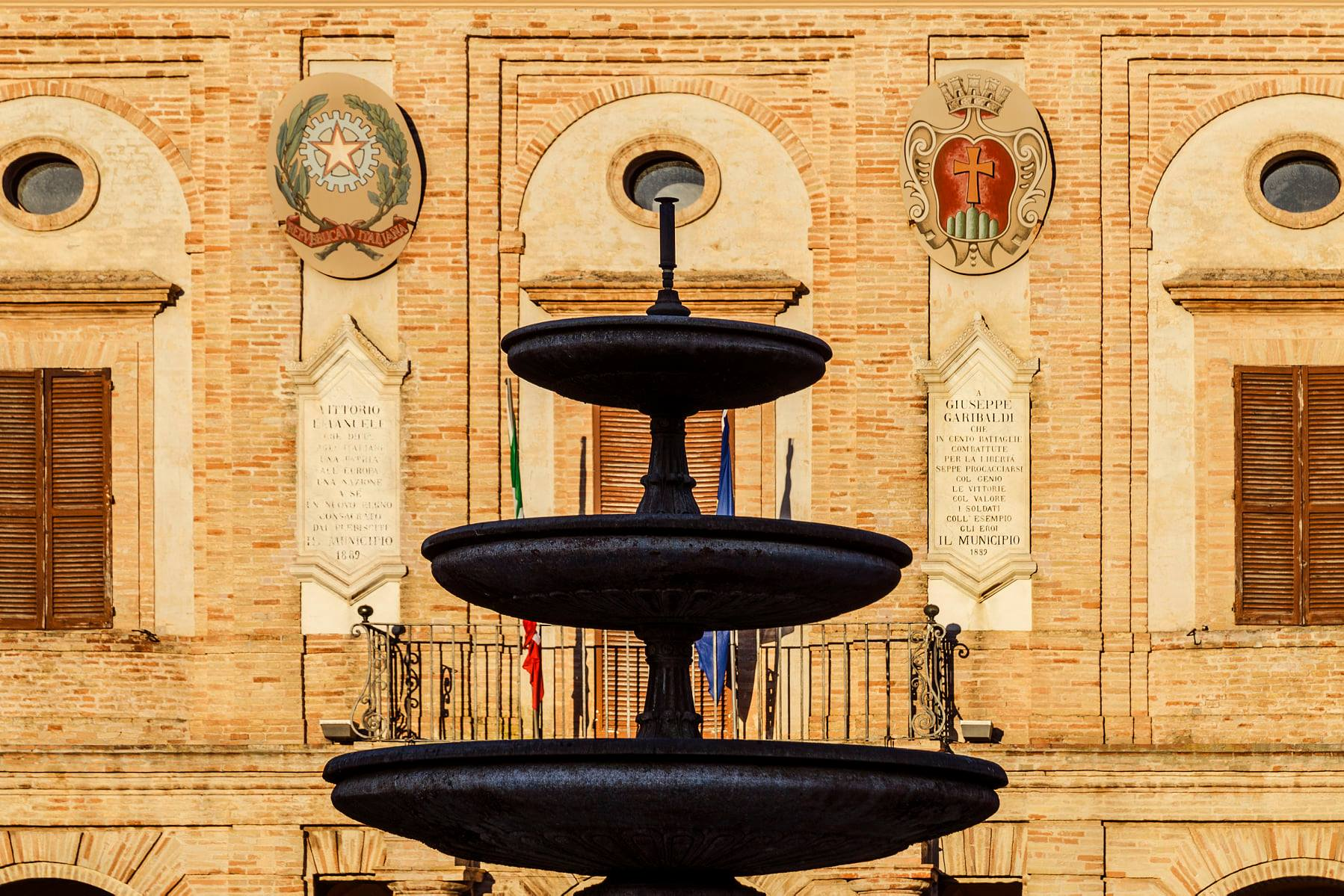
Fontana con Stemma Comunale sullo sfondo, rimossa nel 2025

## Monumenti e luoghi d'interesse

### Architetture religiose

#### Collegiata di Santo Stefano
La Collegiata di Santo Stefano era dedicata a sant'Ignazio, fondatore della Compagnia di Gesù. Anche l'annesso edificio, sulla sinistra del tempio, oggi quasi interamente adibito ad alloggio delle suore della congregazione Figlie dell'Addolorata e in piccola parte a sacrestia e sala riunioni, fino al 1773 – anno della soppressione della Compagnia di Gesù – fu il collegio dei Gesuiti di Monte Santo. La facciata è rimasta incompiuta. La Congregazione dei Contadini (una delle due congregazioni dell'ordine dei Gesuiti) sistemò la cripta sotterranea della Collegiata che si estende per tutta la Chiesa: la Cappella dei Contadini, completamente affrescata con elementi decorativi che richiamano la campagna e il mondo contadino da Benedetto Biancolini, pittore marchigiano. Sulla sinistra troviamo la Cappella degli Artisti, un importante luogo di culto all’interno della Collegiata.

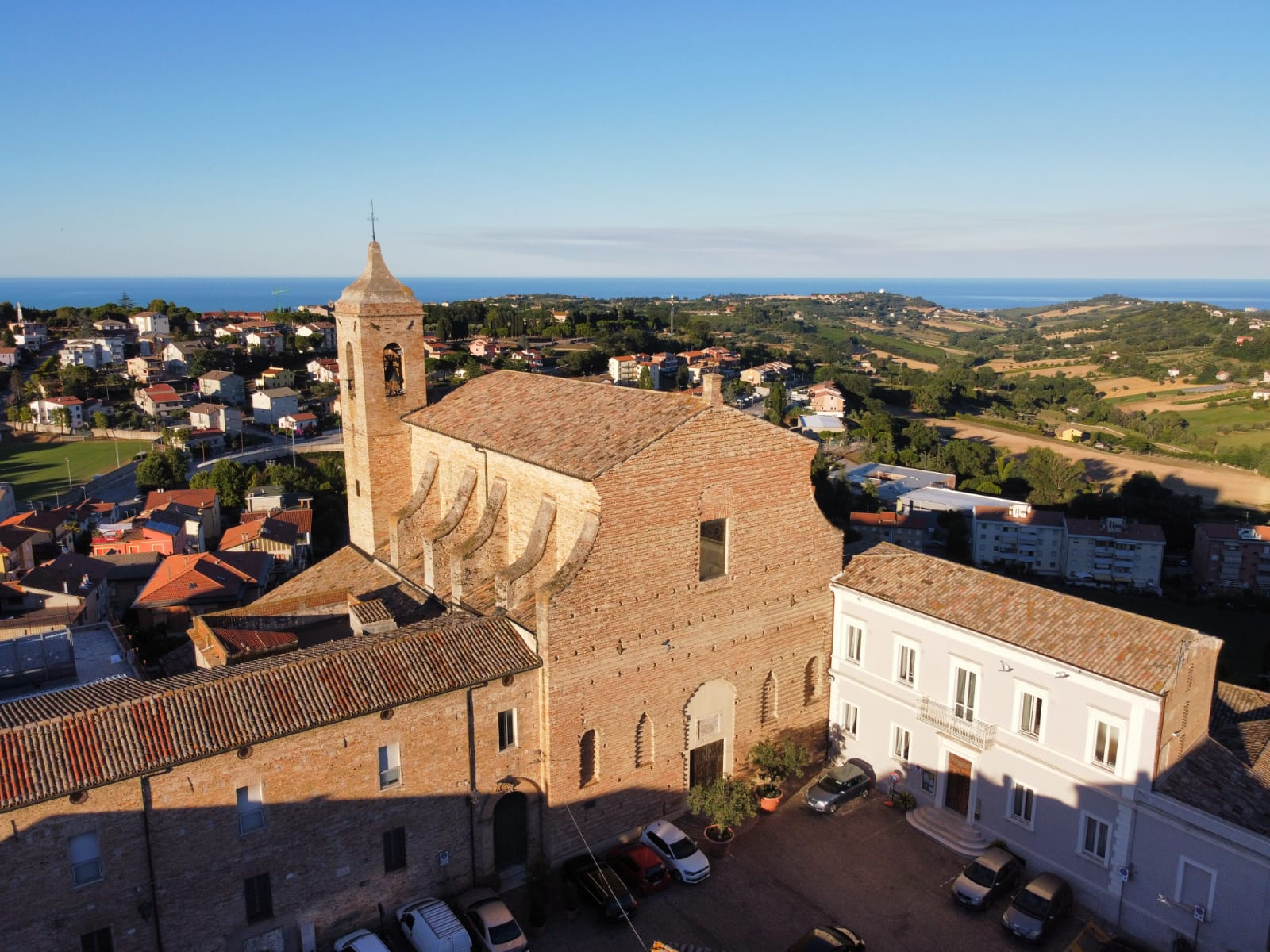
Collegiata di Santo Stefano di Potenza Picena

#### Chiesa della Madonna delle Grazie
La chiesa della Madonna delle Grazie, sita in prossimità di Porta San Giovanni (una delle tre porte di accesso al paese), ricopre un ruolo importante nella storia del culto dei Potentini. Il tempio sembra sorga nel luogo dove, in origine, vi era un'edicola votiva, ampliata nel corso degli anni per volere dei fedeli. La tradizione narra che l'immagine della Madonna con il Bambino dipinta su muro fosse dispensatrice di grazie, tanto che già nello Statuto comunale del 1431 si fa menzione del luogo come "Via Gratiarum" (Via delle Grazie).

#### Convento degli Zoccolanti
Risale alla fine del Quattrocento, anche se sono documentati precedenti tentativi di insediamento degli Zoccolanti a Potenza Picena. Infatti, nel 1463, papa Pio II, con due bolle inviate al Comune, promosse la costruzione di un convento presso la chiesa di San Girio. I frati però, forse anche a causa dell'insalubrità della valle del Potenza, preferirono un luogo più vicino al centro abitato. Il Convento ospita al suo interno importanti opere pittoriche e un vasto museo missionario. Accanto alla struttura si possono apprezzare degli orti e una selva.

#### Chiesa di San Giacomo
La chiesa di San Giacomo Maggiore, nei pressi della porta Galiziano, risale alla seconda metà del secolo XIV. Oltre che allo sviluppo edilizio di Monte Santo (crescita del borgo di Galazzano), la costruzione e l'officiatura della chiesa sono legate all'attività della confraternita del "Corpus Christi", detta anche di San Giacomo. Accanto all'edificio religioso sorgeva anche un ospedale per poveri e malati gestito della confraternita stessa. La chiesa di San Giacomo è stata interamente ristrutturata intorno alla fine del XIX secolo assumendo connotati neo-gotici. Nel 1943 la facciata della chiesa venne riprogettata dall'architetto Eusebio Petetti.

#### Chiesa di Sant’Agostino
Discendendo via Silvio Pellico, si scopre l'ex complesso di Sant'Agostino, che si estende su una porzione non trascurabile del centro storico. Il primo documento, che attesta la presenza degli Agostiniani a Potenza Picena risale al 1250, quando la chiesa era intitolata a S. Maria Maddalena. L'interno della chiesa ospita una pala raffigurante La Maddalena ai piedi della croce opera di Pietro Tedeschi, un antico organo da sala del 1766 costruito dal maestro Giovanni Fedeli da Camerino e la preziosa tavola di Bernardino di Mariotto datata 1506 raffigurante La Madonna con il Bambino tra i SS. Francesco, Antonio e Giovannino tra gli Angeli musicanti, in cui la scena è raccolta sotto una grande architettura prospettica derivata dall'esempio della pala in San Francesco a Matelica di Marco Palmezzano. Oggi la chiesa è sconsacrata ed è divenuta Auditorium e Centro Culturale intitolato a Ferdinando Scarfiotti, scenografo di fama mondiale e vincitore del Premio Oscar nel 1988 per L’ultimo imperatore di Bertolucci.

#### Chiesa di Santa Caterina
Restano ancora incerte le origini del monastero e della chiesa di Santa Caterina. Secondo un catalogo generale benedettino, segnalato dallo studioso mons. Cotognini, i due complessi sarebbero stati eretti nell'anno 1280. La Chiesa ospita il Polittico di Paolo Bontulli da Percanestro del 1507 che rappresenta la “Madonna con bambino tra i santi Giacomo Maggiore e Rocco”.
La Chiesa è oggi sconsacrata e dal 2007 è sede della Fototeca comunale gestita dal Fotoclub ed intitolata al fotografo potentino Bruno Grandinetti. Attualmente la chiesa ospita il Museo Kodak con più di 340 fotocamere d’epoca dai primi del ‘900 agli anni ‘70, tutte facenti parte della collezione di Enzo Romagnoli, donate poi al Comune di Potenza Picena.

#### Chiesa di Santa Maria della Neve
Fuori della cinta muraria, che divideva il centro abitato dalla campagna, nei pressi delle tre porte d’accesso al paese si trovano delle chiese tutte dedicate alla Madonna. Fuori Porta Marina troviamo la Chiesa della Beata Vergine della Neve. La Chiesa risale al XV secolo, datazione affermata dall’affresco posto sopra l’altare raffigurante la “Madonna della Neve col Bambino e gli Angeli” realizzato dal pittore marchigiano Pietro da Montepulciano.
A questa chiesa sono legati i pellegrinaggi in quanto Potenza Picena era località di transito per chi era diretto alla Santa Casa di Loreto.

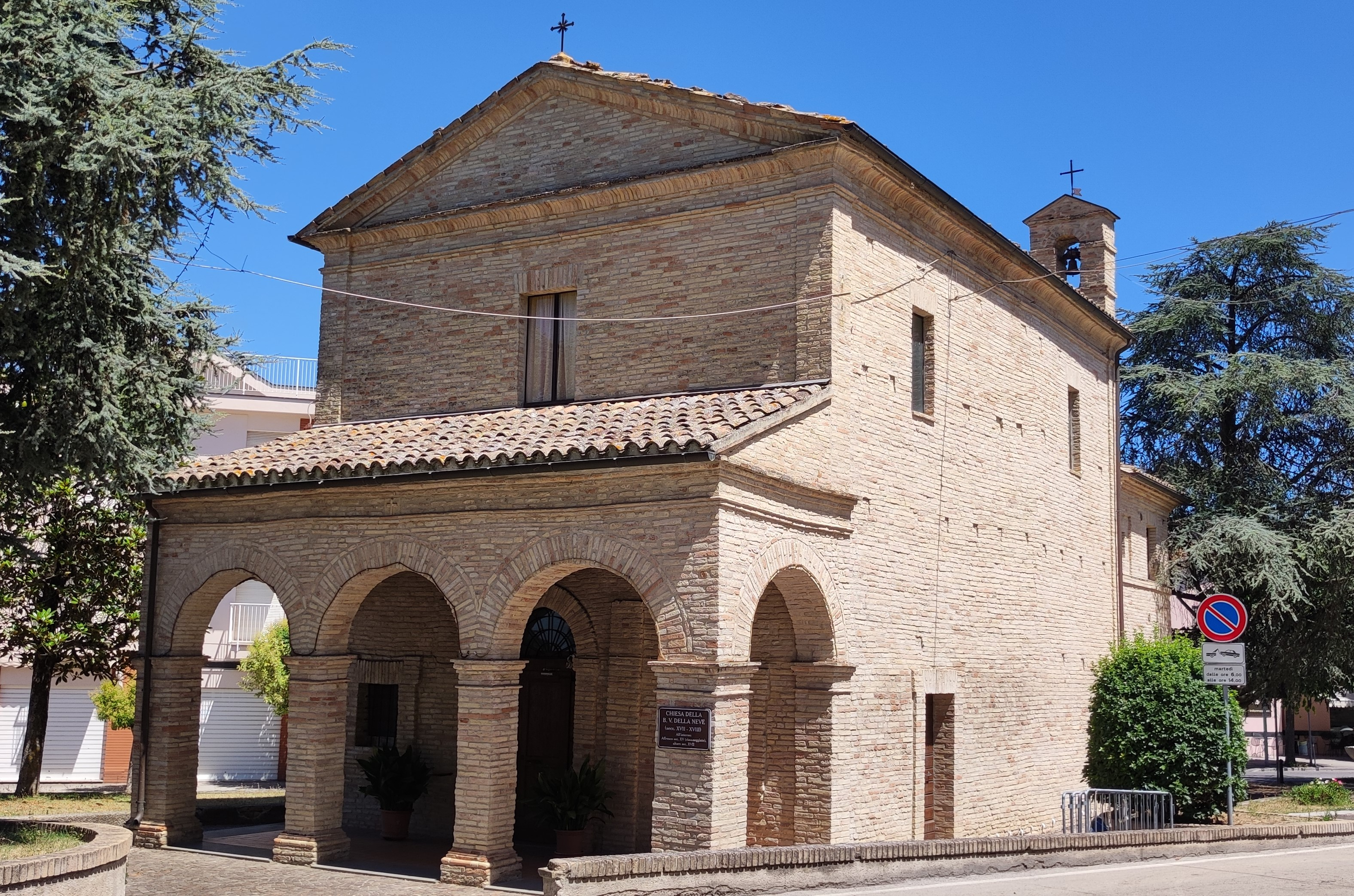
Chiesa della Beata Vergine della Neve

#### Chiesa dei Padri Cappuccini
Il consiglio comunale santese, nella seconda metà del XVI secolo, provò a convincere i Cappuccini a stabilirsi nel suo territorio. Per la costruzione del monastero venne offerta loro la zona dell'attuale rione Colle Bianco. La chiesa fu edificata e venne intitolata a San Lorenzo Martire. Negli anni successivi all'Unità d'Italia , il convento e la chiesa furono abbandonati per poi tornare in possesso dei monaci alla fine del XIX secolo. Nel corso degli anni la chiesa è stata fatta oggetto di restauro e innovazioni; all'interno sono costuditi importanti dipinti, come la Sacra Famiglia con San Giovannino attribuita a Santi di Tito e databile alla fine del Cinquecento e la Deposizione di Simone De Magistris.

#### Chiesa di San Tommaso
Il monastero di San Tommaso Apostolo di Potenza Picena è uno dei più antichi insediamenti del secondo ordine francescano. Secondo la tradizione, il cenobio sarebbe stato fondato, vivente santa Chiara, da due consorelle della santa intorno al 1227. Il Monastero presenta un'architettura povera nel rispetto delle regole francescane, mentre la chiesa dedicata a San Tommaso Apostolo mostra all’interno linee e decorazioni barocche con altari in stile neo-classico e dipinti di scuola romana.

#### Collegio dei Gesuiti
Il collegio dei Gesuiti era un edificio annesso, sino al 1773, alla Collegiata di Santo Stefano. Attualmente il plesso è adibito ad alloggio delle Suore della congregazione "Figlie del Santissimo Redentore e della Beata Vergine Addolorata”. Alle giovani suore che si univano a questa congregazione veniva insegnato il lavoro del ricamo e della tessitura. All’inizio usavano piccoli telai ma, data la loro bravura, i religiosi fornirono loro macchinari più efficienti, i Telai Jacquard. Le stoffe pregiate prodotte delle suore appartennero alle famiglie dei nobili locali e ,alcune di esse, possono essere ancora oggi ammirate all’interno della sala insieme a telai Ottocenteschi funzionanti e l’Orditoio verticale, un macchinario realizzato da Leonardo Da Vinci.

#### Convento degli Zoccolanti
Risale alla fine del Quattrocento, anche se sono documentati precedenti tentativi di insediamento degli Zoccolanti a Potenza Picena. Infatti, nel 1463, papa Pio II, con due bolle inviate al Comune, promosse la costruzione di un convento presso la chiesa di San Girio. I frati però, forse anche a causa dell'insalubrità della valle del Potenza, preferirono un luogo più vicino al centro abitato. Il Convento ospita al suo interno importanti opere pittoriche e un vasto museo missionario. Accanto alla struttura si possono apprezzare degli orti e una selva.

#### Chiesa di San Francesco
Nella zona del Belvedere Donatori di Sangue, comunemente detto Pincio, sorge la chiesa di San Nicolò, meglio nota come San Francesco. Secondo la tradizione, lo stesso Santo di Assisi, il fondatore del monastero di Monte Santo attorno all'anno 1222-23, sarebbe giunto nella cittadina marchigiana con un gruppo di frati. All'interno della chiesa si possono ammirare le statue delle quattro virtù cardinali e numerosi dipinti, tra cui: il Miracolo di san Giuseppe da Copertino", la Natività e la Vergine Immacolata tra Angeli e i santi Nicolò, Francesco d'Assisi e altro santo francescano.

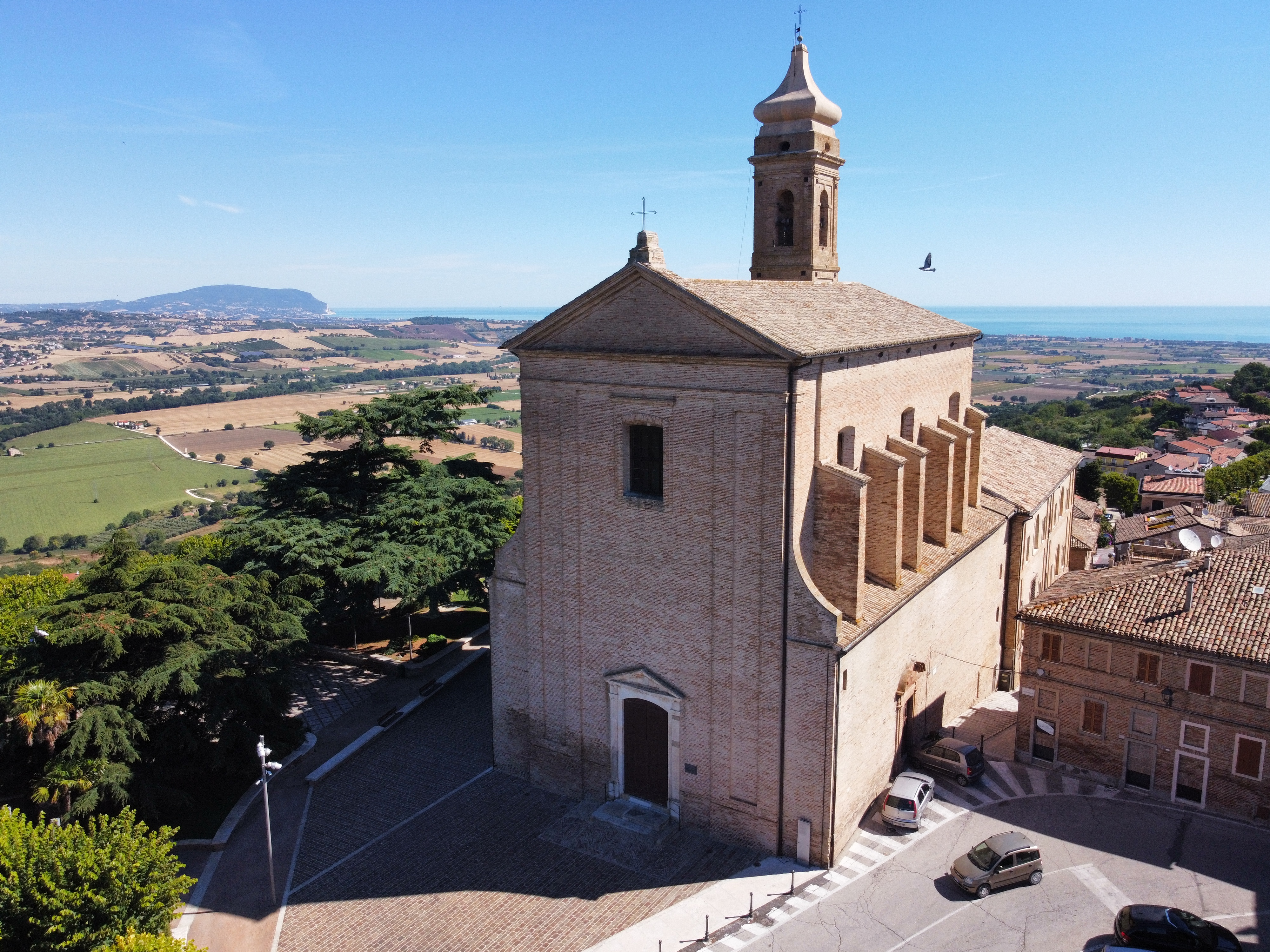
Chiesa di San Francesco

#### Santuario di San Girio
Il santuario di San Girio, posto sulla provinciale omonima che unisce Potenza Picena alla Santissima 'Regina', è uno dei luoghi di culto più cari ai potentini. La chiesa, edificata originariamente sopra la tomba del Santo nel 1298, fu ricostruita nel 1560 a spese della comunità di Monte Santo.

#### Chiesa di San Sisto
Inizialmente era un edificio privato appartenente alla nobile famiglia Compagnoni Marefoschi. Nel 1887 l’edificio venne acquistato, insieme alla chiesa, dalle monache Benedettine, diventando un loro monastero. Al suo interno troviamo un Crocifisso Ligneo del 1500, che era oggetto di devozione e venerazione. Inoltre sono presenti le statue di San Benedetto da Norcia e Santa Scolastica (sua sorella) la quale si dice sia legata alla nascita delle benedettine.

### Architetture civili
- Piazza Matteotti - è il cuore di Potenza Picena, nel corso della storia fu intitolata, nel Medioevo a Santo Stefano (primo martire della cristianità) mentre in seguito all’Unita d’Italia al principe di Napoli. Le fanno da cornice il palazzo comunale, il palazzo del podestà, la torre civica e il teatro Bruno Mugellini.
- Palazzo Comunale - Fu ricostruito a partire dal 1745 per mano dell’architetto Pietro Bernasconi, principale collaboratore di Luigi Vanvitelli. Successive trasformazioni e rinnovamenti furono effettuati nel secolo successivo. La sala della Giunta del Palazzo Comunale, intitolata ad Antonio Carestia primo sindaco della città dopo la caduta del fascismo, conserva oggi tre opere d’arte: le tele “Madonna con Bambino tra i Santi Martino e Rocco” (1584) di Simone De Magistris, “Allegoria della Pace” (XVIII secolo) di Corrado Giaquinto e “Sant’Emidio” (1770) di Benedetto Biancolini.
- Il Palazzo del Podestà - di origine trecentesca, fu restaurato nel XVIII secolo con l’aggiunta dei merli ghibellini, mentre successive modifiche furono effettuate nel XIX secolo. Ha ospitato gli uffici del P0odestà, che esercitava soprattutto funzioni giudiziarie
- La Torre Civica - l’attuale struttura quadrata, che termina con un terrazzetto, alta in totale 34,50 metri è il risultato dell’ultimo lavoro di restauro effettuato dopo che l'11 gennaio 1886 un fulmine aveva danneggiato la cuspide di forma ottagonale ed alta complessivamente 46,90 metri, cioè 12,40 metri in più rispetto all’attuale. Il fulmine aveva danneggiato due delle quattro campane della Torre e l’orologio. Un altro importante intervento intrapreso dopo i danni causati dal fulmine fu quello di installare un parafulmine, per evitare danneggiamenti legati agli agenti atmosferici. Nel 1943 anche le campane della Torre Civica furono prelevate per essere fuse per fini bellici, per poi essere ricollocate nella loro posizione originaria il 21//05/1951. La Torre comunale, inoltre, il giorno 30/06/1944 fu colpita da una cannonata tedesca sparata dalle colline di Recanati che causò 5 morti in Piazza, la cannonata danneggiò la Torre, distruggendo la lapide che ricordava la caduta dei santesi della prima guerra mondiale. Questa lapide, dopo la fine della seconda guerra mondiale fu ricostruita di nuovo, aggiungendo anche i nomi dei caduti della seconda guerra mondiale e dei partigiani locali Mariano Cutini e Mariano Scipioni. Nel 1955, in occasione della proclamazione di Potenza Picena “Città di Maria”, fu collocata una statua in terracotta della Madonna dell’Assunta, opera dello scultore di San Ginesio Nino (Giovanni) Patrizi. Nel 1968, in occasione del 50º anniversario della fine della prima guerra mondiale, venne collocata una targa a ricordo. Infine il giorno 25 aprile 2000 fu collocata una lapide a ricordo degli 8 morti in conseguenza delle due cannonate tedesche del 30/06/1944

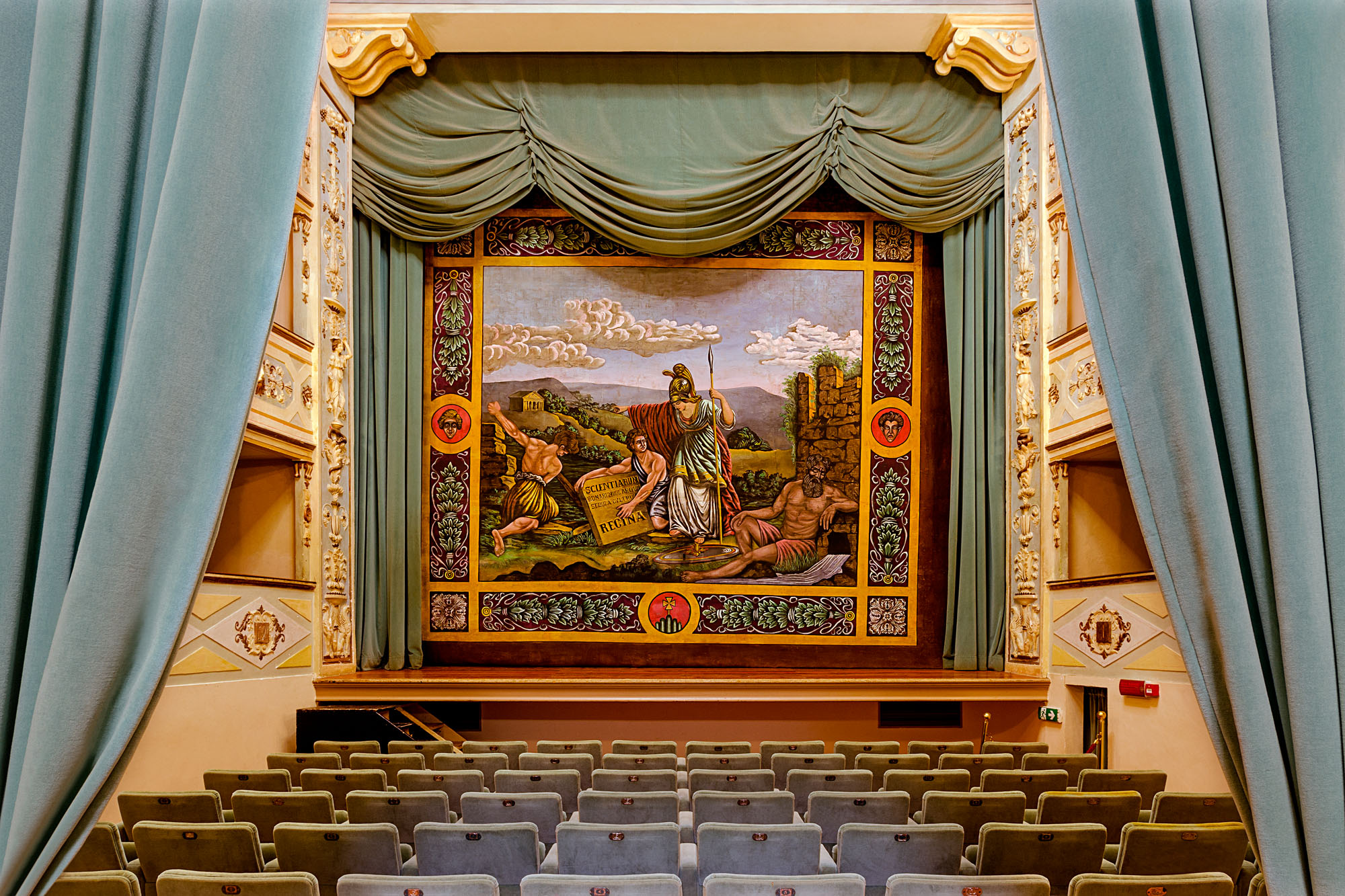
Teatro Bruno Mugellini

- Teatro Bruno Mugellini - La costruzione, che terminò il 20 dicembre 1859, venne affidata all'architetto Brandoni. Le decorazioni del teatro furono realizzate dal pittore Filippo Persiani il quale terminò la sua opera dopo l'Unità d'Italia. Per celebrare tale avvenimento venne dipinta l'incoronazione di una donna, personificazione dell'Italia, sulla parte centrale del soffitto. La struttura, con capienza totale di 152 posti a sedere, venne aperta al pubblico in occasione del Carnevale del 1862. L'intitolazione del teatro all'illustre musicista potentino Bruno Mugellini avvenne il 28 ottobre 1933. Il sipario del teatro dedicato alla dea Minerva, largo circa 7 metri e alto 5, raffigura la scena mitologica della dea e di altri personaggi; nella cornice in alto vi è lo stemma sabaudo della Reale Casa Savoia ,in omaggio all'Unità d'Italia, mentre in basso si nota quello del Comune di Potenza Picena.
- Villa Buonaccorsi è una villa settecentesca situata tra le colline di Potenza Picena, non molto distante dalla frazione di Porto Potenza Picena. Residenza di campagna dei Bonaccorsi, l’esoscheletro della villa risale al cinquecento, ma la struttura fu rinnovata a metà del XVIII secolo su iniziativa di Pietro Bernasconi. Il fascino della villa si unisce perfettamente al suo giardino, uno tra i più rinomati d’Italia e assai apprezzato anche all’estero. Il giardino della vila, risalente al XVII secolo, è diviso in cinque terrazzamenti di stili diversi, collegati tra loro. Il giardino include fontane, giochi d’acqua, serre, un teatrino e una chiesetta. Durante il periodo estivo inoltre la villa ospita spettacoli teatrali, musicali e cerimonie private.

Le Porte di Potenza Picena
Il centro storico di Potenza Picena era dotato di ben quattro porte d’accesso. Al momento della loro costruzione esse non si trovavano nella loro posizione attuale ma erano arretrate, dunque le porte che conosciamo oggi sono state costruite a seguito dell’ultimo allargamento della cinta muraria. Le quattro porte cittadine sono:
- Porta di Galazzano (o Galiziano). Ubicata a sud-ovest della città, è l’unica delle quattro porte ad essere giunta ai nostri giorni in buone condizioni. Il suo nome è riconducibile a quello di un rivo su cui fu poi costruita l’omonima fonte che si trova tutt’oggi nei pressi della porta, che anticamente veniva utilizzata dai cittadini per bere e lavare. In passato era comunemente conosciuta come “Porta Macerata” dato che da essa partiva la strada che portava all’omonimo capoluogo amministrativo della Marca durante il periodo dell’antico regime. Sono rintracciabili menzioni alla Porta di Galazzano in documenti risalenti al 1365.Numerosi furono inoltre gli interventi di restauro come ad esempio quello del 1775, anno in cui venne rimodernata la facciata esterna con una decisa impronta neoclassica. Infine nel 1960 la porta fu distaccata radicalmente dalle mura cittadine e sottoposta ad un ulteriore restauro. - Porta Girola (anche conosciuta come Porta Marina). Fu eretta nelle vicinanze della chiesa della Madonna della Neve e citata in documenti risalenti al XIV secolo. La porta godeva di una posizione strategica, infatti originariamente rappresentava l’inizio della strada che conduceva all’importante porto di Ancona. Nel corso dei secoli la porta subì diversi restauri ma fu demolita definitivamente nel 1950 a causa delle esigenze del sempre più intenso traffico automobilistico del tempo, il quale richiedeva un comodo e spazioso accesso al centro città.
- Porta San Giovanni. Situata presso la chiesa della Madonna delle Grazie, anticamente presentava l’unica via per dirigersi al porto (frazione di Porto Potenza Picena). la demolizione della porta nel 1956 per facilitare l’accesso al centro abitato.
- La porta del Cunicolo o porta della Cava. Era situata nel quartiere Sant’Angelo. Di questa porta, ormai dimenticata a livello popolare, si ha notizie sin dal 1365 ma ad oggi di essa resta solo un rudere.

Belvedere Donatori di Sangue
Il Belvedere Donatori di Sangue, anche conosciuto come il Pincio, è una terrazza panoramica situata accanto alla chiesa di San Francesco, nei pressi di via Trento. Il nome “Belvedere Donatori di Sangue” fu assegnato alla terrazza il 13 ottobre 1996, mente in precedenze il suo nome era “Giardino dei Tigli” a causa della piantumazione di 50 tigli avvenuta nel 1901 che vanno a formare il viale. Oltre a qualche centro abitato come Montelupone, Recanati e Macerata, dal Pincio si possono ammirare i Monti Sibillini, la vallata del Fiume Potenza, la Basilica di Loreto, il Monte Conero, e la bellissima costa. Da ammirare è l’imponente albero al centro del giardino “Il cedro del Libano” uno dei più vecchi delle Marche. Nelle vicinanze del Belvedere si trova la Piramide De Mayo, copia di dimensione ridotta dell’originale sita in Buenos Aires. È stata donata dalla Società Potentina di Mutuo Soccorso di Buenos Aires, importante organizzazione di potentini emigrati in Argentina. Fu posizionata nel luogo attuale con maestose celebrazioni il 16 luglio del 1967.

### Vie e Vicoli
Nel centro storico di Potenza Picena, grazie all’iniziativa del garibaldino dott. Felice Schelini, sono presenti molte vie dedicate a personaggi ed avvenimenti del nostro glorioso Risorgimento. Tra i personaggi da ricordare ci sono senza dubbio il corso principale dedicato al Re Vittorio Emanuele II, Piazza Giuseppe Garibaldi, le vie Luigi Mercantini, Carlo Zima, Luca Spano, Silvio Pellico, Edmondo De Amicis. Tra gli avvenimenti invece vanno citati San Martino, Solferino, Castelfidardo, Caprera, Marsala, Palestro, Balilla e Masaniello. Altre vie e vicoli sono stati intitolati alle famiglie più importanti di Potenza Picena come ad esempio i Bonaccorsi e i Marefoschi, altri ancora sono stati dedicati a partigiani come Mariano Cutini e Mariano Scipioni o a personaggi famosi come Bruno Mugellini, Guglielmo Marconi, Enrico Fermi, Luigi Galvani, Lodovico Scarfiotti, e Umberto I.

### Aree Naturali
Il Parco dei Laghetti è un’oasi naturale situata nella frazione di Porto Potenza. Il parco, che sorge nell’area di un’ex cava recuperata, si trova nel tratto nord della costa e comprende anche una limitrofa zona floristica. Oggi è un’oasi protetta ed è un rifugio per varie specie animali, in particolare di volatili. Il Parco dei Laghetti è stato inserito nel 1997 tra le aree floristiche protette della Regione Marche. La superficie totale ricoperta dall’oasi è di 64 ettari, di cui 32 d’acqua. I laghi dell’oasi sono stati prodotti dall’escavazione di ghiaia, e sono caratterizzati da rive fortemente scoscese e acque profonde. L’oasi accoglie ben 158 specie di uccelli, ma è famosa soprattutto per la sosta e lo svernamento degli Anatidi (in pratica anatre), e delle Folaghe, uccelli acquatici delle dimensioni di un’anatra (circa 40 cm), che appartengono alla famiglia dei Rallidi, che hanno ripetutamente nidificato all’interno dell’oasi. Una pista ciclopedonale collega il centro di Porto Potenza con il Parco dei Laghetti e l’altro tratto costeggia il fiume Potenza, attraversando cinque comuni fino a Macerata e offrendo la possibilità di ammirare le aree archeologiche di Potentia ed Helvia Recina.

## Società

### Evoluzione demografica
Abitanti censiti

### Etnie e minoranze straniere
Secondo i dati ISTAT al 31 dicembre 2022 la popolazione straniera era di 1 333 persone. Le nazionalità maggiormente rappresentate in base alla loro percentuale sul totale della popolazione residente erano: The most represented nationalities were:
1. Romania, 204
2. Macedonia del Nord, 190
3. Pakistan, 178
4. Albania, 119
5. Marocco, 72
6. Cina, 71
7. Senegal, 68
8. Polonia, 45
9. Ucraina, 44
10. Tunisia, 39

### Ospedali
- Istituto Santo Stefano

La storia dell’istituto di riabilitazione Santo Stefano inizia dagli anni venti del novecento, quando il conte perugino Gian Carlo Conestabile della Staffa costruì un edificio che ospitava gratuitamente prima vedove e orfani della guerra mondiale e in un secondo momento bambini di Perugia e di Assisi predisposti alla tubercolosi. Il complesso fu inizialmente denominato “Divina Provvidenza”, ma era familiarmente noto come “Santo Stefano” poiché si trovava nei pressi di una cappella intitolata al Protomartire. Oggi l’Istituto è specializzato nella riabilitazione delle gravi cerebrolesioni acquisite e delle mielolesioni, nella riabilitazione neurologica, ortopedica e pneumologica, e nell’assistenza a pazienti in stato vegetativo persistente e con gravi disabilità. La popolazione locale deve molto all’Istituto Santo Stefano sia dal punto di vista occupazionale che da quello sociale. Ad oggi l’Istituto è considerato come una delle più grandi realtà del panorama sanitario a livello nazionale e internazionale.

### Istituzioni e Enti
- Aeronautica

La decisione dello Stato Maggiore aeronautico di costruire un Centro Radar nel territorio potentino risale all’aprile del 1956.Il compito del personale militare che opera nel radar è quello di fornire informazioni ai piloti dei velivoli intercettori, realizzando così il controllo dello spazio aereo, l’avvistamento, l’intercettazione, l’identificazione e la guida caccia, al fine di impedire violazioni dello spazio aereo stesso. La struttura è inoltre dotata di alloggi, laboratorio di informatica, laboratorio multimediale, sistema di videoconferenza, mensa, e molti altri servizi per i corsi di perfezionamento sottufficiali, per i corsi I.G.P. per sergenti maggiori, e per il personale volontario di truppa nei diversi settori d’impiego della Forza Armata.

### Tradizioni e folclore
Il Grappolo d'Oro
La festa del Grappolo d'oro, popolarmente conosciuta come "Festa dell'uva", è un evento volto a celebrare la tradizione vinicola e la cultura popolare di Potenza Picena. Questa manifestazione folcloristica da oltre 60 anni a questa parte ravviva il borgo con taverne, locande, mercatini dell'artigianato e mostre. L'attrazione principale della festa del Grappolo d'Oro è la celebre sfilata dei carri allegorici: ogni carro rappresenta un rione cittadino, e uno alla volta ogni carro con i rispettivi attori e carristi si esibisce in uno spettacolo comico di circa 20 minuti in piazza Matteotti. Da tradizione la festa del Grappolo d'Oro è aperta con la dichiarazione ufficiale del messaggero del dio del vino Bacco, che durante una sfilata in sella al suo cavallo annuncia a tutti i cittadini l'inizio della festa. La prima edizione, datata 1955, era intitolata “Festa dell’Uva”. Le prime edizioni erano semplicemente delle sagre paesane, con carri agricoli trainati da buoi, che rappresentavano la vendemmia, la cantina e la lavorazione del vino. Con il passare degli anni la festa del Grappolo d’Oro ha assunto sembianze più moderne e innovative. Inoltre, in occasione della celebrazione della Festa del Grappolo d'Oro, Potenza Picena ospita le delegazioni delle città gemellate di Templemore, Burford e Premilhat.
Il Presepe Vivente
Il presepe vivente di Potenza Picena si svolge bosco del convento dei Frati Minori. Sono circa duecento i personaggi che animano le numerose scene allestite sui duemila metri quadrati interessati dall’evento.
La Festa di Sant'Anna
Ogni 26 luglio nella frazione di Porto Potenza Picena si celebra la Festa di Sant’Anna. L’inizio della celebre ricorrenza è di rito annunciato dal suono delle campane della torre di Sant’Anna di primo mattino. Storicamente una tela raffigurante l’immagine di Sant’Anna veniva portata in processione per le vie del borgo costiero da quattro fedeli, seguita dal baldacchino d’oro sostenuto da altri sei fedeli. A momenti di forte carattere religioso si alternavano iniziative ludiche che coinvolgevano i cittadini, come ad esempio la gara della cattura delle anatre, la tombola e il concerto della Banda musicale di Potenza Picena.
La festa di San Girio
La festa di San Girio è una manifestazione religiosa ma anche popolare che ha luogo il 25 maggio nell’omonima località. Dal punto di vista religioso, il patrono viene celebrato con la santa messa, con la processione e con il tradizionale omaggio dei ceri.
Lo Porto de Cent'Anni fa' ;
“Lo Porto de cent’anni fa' ” è una manifestazione culturale che negli ultimi anni si sta costruendo una rinomata tradizione e che sta attirando edizione dopo edizione sempre più visitatori. Circa duecento attori in costumi d’epoca (tra il 1900 e il 1920) danno vita a diversi scenari catalogati per ceti sociali. Sarà possibile dunque osservare i nobili nella loro eleganza, i contadini che svolgono i propri lavori quotidiani, e i pescatori nel loro tipico abbigliamento.
La Festa di San Vincenzo Ferreri
La festa di San Vincenzo Ferreri si tiene nella frazione di Montecanepino nel giorno di Pasquetta. Per questa tradizionale occasione, numerosi visitatori si recano a Montecanepino per partecipare alla Santa Messa del mattino.

## Cultura
Fototeca
Il 6 luglio 2007 è avvenuta l'inaugurazione della fototeca comunale "Bruno Grandinetti", ospitata nei locali dell’ex Chiesa di Santa Caterina d’Alessandria, in corso Vittorio Emanuele a Potenza Picena. La realizzazione della nuova istituzione culturale è stata possibile grazie alla dona zione dell’immenso fondo fotografico di Bruno Grandinetti, effettuata dalla moglie del fotografo. Il fondo rappresenta una documentazione di inestimabile valore, una fonte inesauribile di personaggi, storie e tradizioni raccontate con le immagini attraverso grande sensibilità e impareggiabile qualità tecnica. Il fotografo Bruno Grandinetti è stato testimone fedele e prezioso della storia potentina dal 1950 in avanti: ha saputo raccontare la sua terra e la sua gente catturando gli attimi folcloristici della vita quotidiana delle persone, ha immortalato le sue tradizioni, ha evidenziato le criticità e le bellezze di Potenza Picena. La raccolta è costituita da 15.000 stampe (in bianco e nero, e a colori), oltre 50.000 negativi e circa 20.000 diapositive. La fototeca comunale inoltre, è sede del Fotoclub di Potenza Picena e accoglie l’esposizione di macchine fotografiche Kodak. L’insieme di questi apparecchi (oltre 300) formano il cosiddetto “Museo Kodak”, frutto del lavoro e della passione di un cittadino potentino, Enzo Romagnoli, che ha donato la sua collezione privata di macchine d’epoca che vanno dagli ultimi anni del 1800 fino agli anni ‘80 del novecento.
Biblioteca
La biblioteca comunale di Potenza Picena situata in via Trento conserva circa 21.000 volumi ed è articolata in 2 sezioni: la sezione moderna e la sezione antica. La sezione moderna contiene una grande testimonianza di documenti di storia e cultura locale e marchigiana. Questa sezione comprende materiali relativi al settore della narrativa, della poesia e della critica letteraria, ma anche testi pedagogici inerenti al mondo dell’infanzia e dell’adolescenza, destinati a genitori ed educatori. Inoltre nella sezione moderna sono presenti circa 90 periodici di ogni genere e cadenza di pubblicazione (mensili, settimanali, quotidiani, ecc.), e un settore musicale intitolato ai donatori “Diegi-Beltrami”, che contiene le partiture di ben 96 opere classiche. Nella sezione antica sono contenute circa 1600 opere: libri del XV, del XVII e del XVIII secolo, un incunabolo acefalo, e 42 manoscritti librari. La biblioteca di Potenza Picena promuove iniziative e laboratori volti a promuovere la lettura tra i bambini e gli adolescenti.
Auditorium
L’auditorium Ferdinando Scarfiotti, inaugurato nel 2004 e situato nell’ex chiesa di Sant'Agostino, è intitolato al celebre scenografo teatrale e cinematografico nato a Potenza Picena.  Questo luogo ospita convegni, consigli comunali, iniziative pubbliche, ma anche mostre, concerti e perfino matrimoni civili. All'interno dell'auditorium è custodito il prezioso organo da sala detto "Organo Fedeli". L'organo, realizzato nel 1757 da Giovanni Fedeli su commissione dei conosciutissimi mecenati artistico-musicali conti Compagnoni Marefoschi, è motivo di vanto per la città di Potenza Picena e per tutta la sua comunità.
Archivio Storico
L'archivio storico comunale, adiacente alla biblioteca, contiene documenti risalenti ad un arco di tempo per niente indifferente che va dal XIII al XX secolo. L'archivio è articolato in ben quattro parti: la prima, che a sua volta si divide in un archivio privato e in un archivio generale, è relativa al periodo dell'Ancien Régime (dal Medioevo al 1808), la seconda parte contiene i documenti del periodo napoleonico (1808-1815), la terza va dalla fine dell’età napoleonica in Italia all’unità d’Italia (1816-1860), ed infine la quarta riguarda il periodo successivo all'unità d'Italia. Tra gli elementi presenti da ricordare c'è sicuramente un registro catastale del 1369-70, che rappresenta il documento cartaceo più antico di tutto l'archivio. Altri documenti importanti sono gli statuti comunali del XVI secolo, la copia manoscritta degli statuti confermati e approvati da Papa Eugenio IV, ed infine le cosiddette “Reformationes” ovvero un volume di decreti e leggi desunte dai Libri dei Consigli (XVI sec, circa).
Schola Cantorum Santo Stefano
La Schola Cantorum fu formata nel 1796 per volontà del Preposto della Collegiata di Santo Stefano, che ebbe l’intuizione di accostare una corale all’organo di cui l’ordine parrocchiale già disponeva. La prima apparizione della Schola Cantorum risale alla celebrazione della Santa Messa nel giorno di Pasqua, il 27 marzo 1796. Nel corso degli anni la corale si è esibita in diversi centri marchigiani, ma anche in città estere come ad esempio Berlino, Zante e Budapest. Il 10 settembre 1995 la corale ha avuto l’onore di cantare a Montorso di Loreto in occasione della Santa Messa celebrata da Sua Santità Giovanni Paolo II, nell’ambito dell’incontro con i giovani d’Europa.
Corale Sant'Anna
La Corale di Sant’Anna nasce nel 1985 a Porto Potenza Picena per iniziativa di alcuni appassionati di musica. Il repertorio della corale spazia dalla polifonia classica rinascimentale alla musica contemporanea. Il talento della corale di Sant’Anna è riconosciuto a livello nazionale, tant’è che negli anni si è esibita in numerosi luoghi religiosi d’eccezione: Santuario della Madonna del Rosario di Pompei, Santuario di San Gabriele, e nel Santuario di Santa Rita da Cascia.

## Economia

### Turismo
Potenza Picena è una destinazione turistica affascinante che offre diverse attrazioni e attività per i visitatori. Sicuramente un punto saliente del turismo del comune potentino è il centro storico della città, che con i suoi vicoli pittoreschi, le sue piazze animate e i suoi luoghi antichi, come ad esempio il Belvedere Donatori di Sangue oppure il teatro Bruno Mugellini, racchiude un mare di tradizioni e di folklore che non tramonteranno mai. Inoltre Potenza Picena ospita diversi eventi culturali durante tutto l’anno, tra cui festival musicali come il debuttante “Rock n Roll Bonsai” oppure il già consolidato “Mugellini Festival”, ma anche sagre gastronomiche e manifestazioni folkloristiche come il Grappolo d’Oro e la Festa di Sant’Anna. La città di Potenza Picena è infatti molto rinomata per la sua cucina tradizionale e i suoi vini: i turisti possono gustare le specialità locali nei i ristoranti oppure partecipare a degustazioni di vino presso le numerose cantine della città. Infine, per gli amanti delle attività all’aperto, Potenza Picena mette a disposizione un vasto ventaglio di opzioni molto intriganti come la passeggiata con gli alpaca, le visite guidate, le escursioni in quad e le passeggiate lungo la costa. In generale, Potenza Picena offre un mix affascinante di storia, cultura, bellezze naturali ed esperienze enogastronomiche che rendono la città una meta interessante per i turisti in cerca di autenticità e relax nelle Marche. Durante la parentesi estiva il turismo svolge un ruolo significativo nell’economia locale grazie alla posizione sulla costa adriatica e alla presenza delle numerose spiagge. Contribuiscono ad attirare turisti anche il pittoresco centro storico e le variegate esperienze, che spaziano dalle visite guidate agli assaggi enogastronomici. Dunque il settore turistico contribuisce alla creazione di posti di lavoro e alla crescita economica attraverso l’ospitalità, i servizi di ristorazione e le attività ricreative.

### Agricoltura
Il settore agricolo è importante per l’economia locale perché contribuisce a rafforzare la rinomata cultura enogastronomica locale e dell’intera regione. Nel comune di Potenza Picena sono presenti diverse cantine d’eccezione come ad esempio la Santa Cassella, prima azienda ad introdurre lo Chardonnay nelle Marche, la cantina Monte Santo e la cantina Andrea Giorgetti.

### Industria
Le realtà del panorama produttivo del territorio comunale sono variegate e ben distribuite sull’intero territorio, con buona concentrazione lungo la SS571. Tra le attività da ricordare ci sono quelle relative alla produzione e alla lavorazione di componenti per l’industria calzaturiera, all’edilizia, alla falegnameria, alla lavorazione di materia plastiche, alla progettazione hardware e software; sul territorio sono attive anche aziende agricole e alimentari, nonché numerose attività operative nell’ambito della ristorazione e dell’industria dell’ospitalità. Tra le aziende di Potenza Picena, tutte mediamente di buon livello, risaltano alcune eccellenze: la NSC operante nel settore petrolifero, la Elettromedia attiva nel mercato car audio e la Goldenplast leader nella produzione di compounds termoplastici. Vanno ricordate anche La Bontempi, che a partire dagli anni sessanta è stata protagonista del mercato della produzione di strumenti musicali in ambito nazionale e internazionale, e La Rogin , che ha interpretato un ruolo di primo piano nel mondo dell’abbigliamento femminile vincendo addirittura il premio Style a New York.

## Infrastrutture e trasporti

### Strade
Nelle vicinanze di Potenza Picena passa la strada statale 571 Helvia Recina (SS571), che collega la zona nei pressi di Macerata con l’area costiera. Il percorso della SS571 ha inizio nel comune di Recanati, più precisamente nella località di Fontenoce. La strada si fa poi largo seguendo il percorso del fiume Potenza, passando quindi non distante da Potenza Picena, per poi terminare nel comune di Porto Recanati innestandosi sulla strada statale 16 Adriatica nei pressi di Lido Santa Maria in Potenza. Anche la strada statale 16 Adriatica (SS16), la strada statale più lunga della rete italiana con un percorso che supera i 1000 km, attraversa il comune di Potenza Picena nella frazione di Porto Potenza Picena.

### Ferrovie
Nella frazione di Porto Potenza Picena si trova la stazione di Potenza Picena-Montelupone, una fermata ferroviaria sita nella ferrovia Adriatica che serve i comuni di Potenza Picena e di Montelupone.

## Amministrazione
| Periodo        | Periodo         | Primo cittadino     | Partito                            | Carica      | Note         |
| -------------- | --------------- | ------------------- | ---------------------------------- | ----------- | ------------ |
| 21 luglio 1990 | 9 febbraio 1993 | Paolo Moscioni      | Democrazia Cristiana               | Sindaco     | [ 9 ]        |
| 8 aprile 1993  | 23 aprile 1995  | Leonardo Melatini   | Democrazia Cristiana               | Sindaco     | [ 9 ]        |
| 24 aprile 1995 | 13 giugno 1999  | Mario Morgoni       | Partito Democratico della Sinistra | Sindaco     | [ 9 ]        |
| 14 giugno 1999 | 13 giugno 2004  | Mario Morgoni       | Democratici di Sinistra            | Sindaco     | [ 9 ]        |
| 14 giugno 2004 | 7 giugno 2009   | Sergio Paolucci     | Democratici di Sinistra            | Sindaco     | [ 9 ]        |
| 8 giugno 2009  | 8 giugno 2014   | Sergio Paolucci     | Partito Democratico                | Sindaco     | [ 9 ]        |
| 9 giugno 2014  | 8 giugno 2018   | Francesco Acquaroli | Fratelli d'Italia                  | Sindaco     | [ 9 ] [ 10 ] |
| 9 giugno 2018  | 26 maggio 2019  | Noemi Tartabini     | Fratelli d'Italia                  | Vicesindaco |              |
| 27 maggio 2019 | 9 giugno 2024   | Noemi Tartabini     | Fratelli d'Italia                  | Sindaco     | [ 9 ]        |
| 10 giugno 2024 | in carica       | Noemi Tartabini     | Fratelli d'Italia                  | Sindaco     | [ 9 ]        |

### Gemellaggi
Il comune di Potenza Picena è gemellato dal 30 settembre 2001 con il paese britannico Burford, e dal 17 marzo 2004 con la cittadina irlandese Templemore. Lo scopo dei gemellaggi è quello di favorire contatti e scambi tra le cittadinanze in modo da incrementare i rapporti umani e culturali, e per rafforzare un reciproco patrimonio di conoscenze.

## Sport

### Calcio
- ASD Futsal Potenza Picena

La storia della società inizia nell’estate del 2013 quando alcuni dirigenti dopo altre esperienze decisero di lanciarsi in autonomia e fondare l’ASD FUTSAL POTENZA PICENA. La squadra disputa il suo primo campionato in Serie D, mentre nelle stagioni successive milita regolarmente tra la Serie C1 e la C2. Durante la stagione 2021-2022 il Futsal Potenza Picena affronta il suo secondo campionato di Serie B, chiudendo la stagione al quinto posto e strappando il pass dei playoff per la prima volta nella sua storia. Da qui, comincia il grande sogno, con i potentini capaci di vincere gli spareggi del proprio girone, fermandosi poi ai quarti di finale del tabellone nazionale. Una stagione da brividi, ricca di imprese e soddisfazioni. L'apoteosi arriva nella stagione 2022-2023 con la prima storica conquista del campionato di A2.
- ASD Potenza Picena Calcio

L'ASD Potenza Picena Calcio viene fondata nel 1945. La prima maglietta è a strisce giallo e rosse, con una stella bianca. Il suo primo presidente è stato Pierino Pierandrei, dopo di lui ci sono stati altri diciannove presidenti, fino all’attuale Andrea Savoretti. Il campo sportivo del Potenza Picena è stato costruito dai soldati polacchi del 4º Reggimento Skorpion ed inaugurato il giorno 10/06/1946, costruito su di un terreno messo a disposizione dalla famiglia Favale- Scarfiotti di Potenza Picena. La squadra attualmente milita nel girone B marchigiano di Promozione.
- Union Picena Calcio

A Potenza Picena nasce nel 2019 una nuova realtà sportiva che prende il nome di ASD Union Picena Calcio. L'Union Picena ha ottenuto recenti successi in ambito giovanile, come ad esempio il riconoscimento di Scuola Calcio Elite. La prima squadra attualmente militi nella terza categoria e disputa le sue partite casalinghe al campo Ferruccio Orselli.

### Pallavolo
- Volley Potentino

La società pallavolistica maschile Volley Potentino nasce nel 1979 per volontà di un gruppo di amici. Nel corso degli anni la società cresce e approda ad un campionato di livello nazionale nel 1998 quando la squadra raggiunge la Serie B2. La promozione in Serie B1 arriva al termine della stagione 2003-04, mentre al termine della stagione 2011-12 il club conquista la promozione in Serie A2. Dopo aver chiuso la stagione 2014-15 al terzo posto, oltre alla finale in Coppa Italia di Serie A2, guadagna l'accesso ai play-off promozione, che vince, battendo nella serie finale il Corigliano Volley, venendo promossa in Serie A1: tuttavia la società rifiuta di partecipare al massimo campionato italiano, rimanendo in Serie A2.
- Volley Torresi

Il Volley Torresi è una società pallavolistica femminile nata dal distaccamento dalla società Volley Potentino nel 2002. Il Volley Torresi ha conosciuto anni di splendore militando per diverse stagioni nella serie B2 e nella serie B1.

### Ciclismo
Il ciclismo ha una lunga tradizione nel territorio comunale a cominciare dal 1945, anno di fondazione del Gruppo Ciclistico Sant’Antonio, poi diventato Gruppo Sportivo Potentia. Il Gruppo Sportivo Potentia ha sfornato diversi campioni e campionesse sia a livello regionale che nazionale. Alcuni nomi da ricordare sono: Marina Romoli, Alessia Massaccesi, Tonino Ciarrocca e Mario e Massimo Mancini.